# Józef Błaszczak
Józef Błaszczak (ur. 19 marca 1926 w Rawie Ruskiej, zm. 29 marca 1986) – polski działacz partyjny i państwowy, inżynier, podsekretarz stanu w Ministerstwie Przemysłu Ciężkiego (1973–1976).

## Życiorys
Syn Adama i Marii. Ukończył magisterskie studia inżynierskie. W 1947 wstąpił do Polskiej Partii Robotniczej, przekształconej w kolejnym roku w Polską Zjednoczoną Partię Robotniczą. Był członkiem, a w latach 1960–1967 sekretarzem organizacyjnym i członkiem egzekutywy Komitetu Dzielnicowego PZPR Katowice-Południe. Od 1973 do 1976 pozostawał członkiem egzekutywy Komitetu Wojewódzkiego PZPR w Katowicach. Do 1971 zatrudniony w Zjednoczeniu Hutnictwa Żelaza i Stali w Katowicach, następnie od kwietnia 1971 do listopada 1973 kierował jako dyrektor naczelny Hutą im. Lenina w Krakowie-Nowej Hucie. Od listopada 1973 do marca 1976 zajmował stanowisko podsekretarza stanu w Ministerstwie Przemysłu Ciężkiego
Został pochowany na cmentarzu ewangelickim przy ul. Francuskiej w Katowicach.